# Lake Montezuma
Lake Montezuma est une census-designated place (CDP) située dans le comté de Yavapai dans l'État de l'Arizona aux États-Unis. Les communautés de Rimrock et de McGuireville font partie de la CDP de Lake Montezuma. La population y était de 3 344 habitants lors du recensement de 2000.

## Démographie
| 2000  | 2010  | - | - |
| ----- | ----- | - | - |
| 3 344 | 4 706 | - | - |

## Annexe